# Steven de Peven
Steven de Peven, eigenlijk Steven van Hulle, ook optredend als Awanto 3, (Leuven, 24 december 1974) is een Belgisch muzikant, dj, producent en conceptueel kunstenaar.
Hij vormde het duo Rednose Distrikt, eerst met Kid Sublime en later met Mike Kivits (alias Aardvarck).

## Publicaties
Muziek:
- Rednose Distrikt (Kid Sublime en Steven de Peven): Iller Dan Je Ouders, LP, Kindrid Spirits, 2003
- San Proper & Steven De Peven: Proper's A'dam Family, 12", Rush Hour, 2007
- San Proper & Steven De Peven: Hupsers & Kletsers For Life, 12", Studio Soulrock, 2008

Boeken:
- Rednose Distrikt (Steven de Peven en Mike Kivits): Rednose Distrikt: Een Boek, uitg. Dopeness Galore, Amsterdam, 2014
- Steven de Peven: Bukken voor je leven, uitg. New Dawn, Amsterdam, 2015.

## Exposities
- Aanwijsstokjesmuseum, in Vlaams Cultuurhuis de Brakke Grond, 2010
- TheSign: Interim Prints, in galerie Vriend van Bavinck, Amsterdam, december 2014-januari 2015
- Bukken voor je leven, in Melkweg expo, Amsterdam, 2015